# Fibblemurarbi
Fibblemurarbi (Osmia leaiana) är ett solitärt (icke samhällsbildande) bi i familjen buksamlarbin.

## Utseende
Grundfärgen är svart. Honan har ibland ett blåaktigt metalliskt skimmer; dessutom svarta ögon, ljus päls i ansiktet, rödaktiga pollensamlingshår på buken och beige till vitaktig päls på kroppen. Kroppslängden uppgår till mellan 9 och 10 mm. Hanen kan ha ett grönaktigt skimmer i den svarta grundfärgen samt rödbrun päls och en kroppslängd av 8 till 10 mm.

## Ekologi
Fibblemurarbiet lever i habitat som skogsbryn och -gläntor, trädgårdar, outnyttjad mark som trädesåkrar och ruderat samt parker. I Alperna kan den gå upp till 2 100 m. Under flygtiden, som varar mellan maj och augusti, besöker den korgblommiga växter.

### Fortplantning
Honan bygger sina larvbon i murket trä samt hålrum i klippor och väggar. Bona fodras med söndertuggat växtmaterial. De kan angripas av det kleptoparasitiska pansarbiet stampansarbi (Stelis phaeoptera), och troligtvis också av guldstekeln Chrysura radians.

## Utbredning
Arten finns i Syd- till Mellaneuropa upp till England och Wales. Den förekommer även i västra Nordafrika. I de södra delarna av utbredningsområdet finns biet främst på högre höjder.

### Utbredning i Sverige och Finland
Arten är reproducerande i Sverige och betecknas där som livskraftig. Den förekommer från Skåne till Medelpad inklusive Öland och Gotland, men med tydliga luckor i västra delarna av landet. Tidigare har fynd även gjorts i Ångermanland och Norrbotten, men sedan 1950-talet har inga nyfynd gjorts där. Den finländska utbredningen var tidigare omfattande, men arten har gått kraftigt tillbaka i landet och finns numera (sedan åtminstone 2000-talet) endast vid fastlandets sydkust. Arten är rödlistad som sårbar i Finland.

## Taxonomi
Fibblemurarbiet har två underarter:
- Osmia leaiana leaiana (Kirby, 1802)
- Osmia leaiana schachti Warncke, 1988[3]